# 浙江体育会摩崖题记
30°14′04″N 120°09′32″E / 30.23444°N 120.15889°E
浙江体育会摩崖题记位于中国浙江省杭州市上城区云居山巅东侧，毗邻浙江省革命烈士纪念碑。1989年被列为浙江省文物保护单位。
1912年当秋瑾殉难五周年之际，朱瑞、吕公望、叶颂清、沈钧儒等举行纪念会，重建秋瑾创办的浙江体育会，同时在云居山岩壁刊刻题记。题记高4米，宽处8米。岩壁中上部书：“中华元年，浙江体育会成立，圣水寺僧大休捐山地，王君湘泉赠山岩供摩崖用，因题四字，以志不忘。永康吕望记，宁海叶颂清书。”旁有“云山万古”、“逸趣”、“贞固”等字。

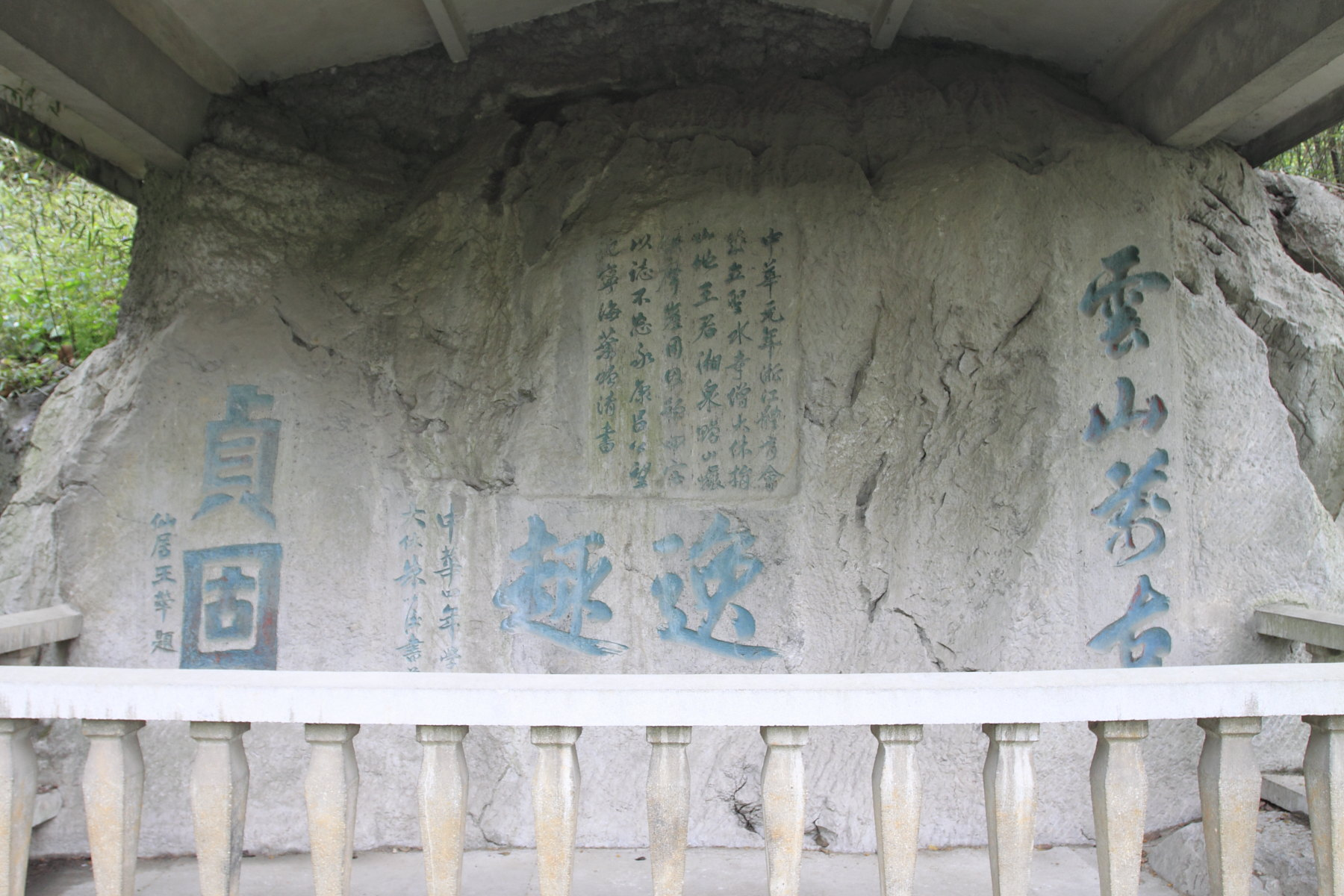